# موشيه هيرش

شعار لا لدولة إسرائيل تستعمل كثيرا من قبل أعضاء ناطوري كارتا

الحاخام موشيه هيرش

الحاخام موشيه هيرش يهودي فلسطيني من يهود البَدَتْز، ولد عام 1923 في نيويورك وأصبح زعيم حركة ناطوري كارتا المعارضة للحركة الصهيونية ولدولة إسرائيل، وكان مقرباً من الرئيس الراحل ياسر عرفات الذي عينه وزيراً لشؤون اليهود في السلطة الوطنية الفلسطينية. وشغل أيضاً منصب مستشار للرئيس الراحل ياسر عرفات.
كانت له علاقات مميزة مع الشعب الفلسطيني، ولم يعترف بدولة إسرائيل وأعضاء حركته الصغيرة يحرقون الأعلام الإسرائيلية في يوم استقلال إسرائيل وفي مناسبات عديدة أيضاً، توفي عن عمر 87 سنة وتم تشييع جثمانه في ساعات مساء الأحد 2 مايو 2010. كان هيرش يصف الزعيم الفلسطيني عرفات بـ«الأخ والصديق» ويدعم القضية الفلسطينية، معتبراً أن دولة إسرائيل التي ينظر إليها أنصاره على أنها «بدعة»، يجب أن تزول تماماً. ووفقاً لعقيدة ناطوري كارتا، فإن «إعادة دولة إسرائيل ستتم فقط عندما يأتي المسيح وأية محاولة لاسترداد أرض إسرائيل بالقوة هي مخالفة للإرادة الإلهية».